# Строматы
«Строматы» (греч. Στρώματα) — богословское сочинение Климента Александрийского, написанное во II веке. Одно из первых христианских богословских сочинений.
Содержит апологию философии как «дела Божественного промышления». Также в произведении содержится полемика с гностиками и сторонниками докетизма. Упоминается и отвергается евангелие от Египтян. При этом христиане именуются истинными гностиками, поскольку всякое знание исходит от Бога. Ставится проблема соотношения веры и знания: «веры не может быть без знания» (V:I). В произведении обосновывается христианская свобода через оправдание Бога. Грех объявляется следствием свободы выбора. Счастье христианина полагается в надежде на загробное воздаяние. В трактате превозносится аллегорический метод толкования Писания: «Виноградная лоза — это аллегория Господа» (I:IX).